# Joseph von Winiwarter

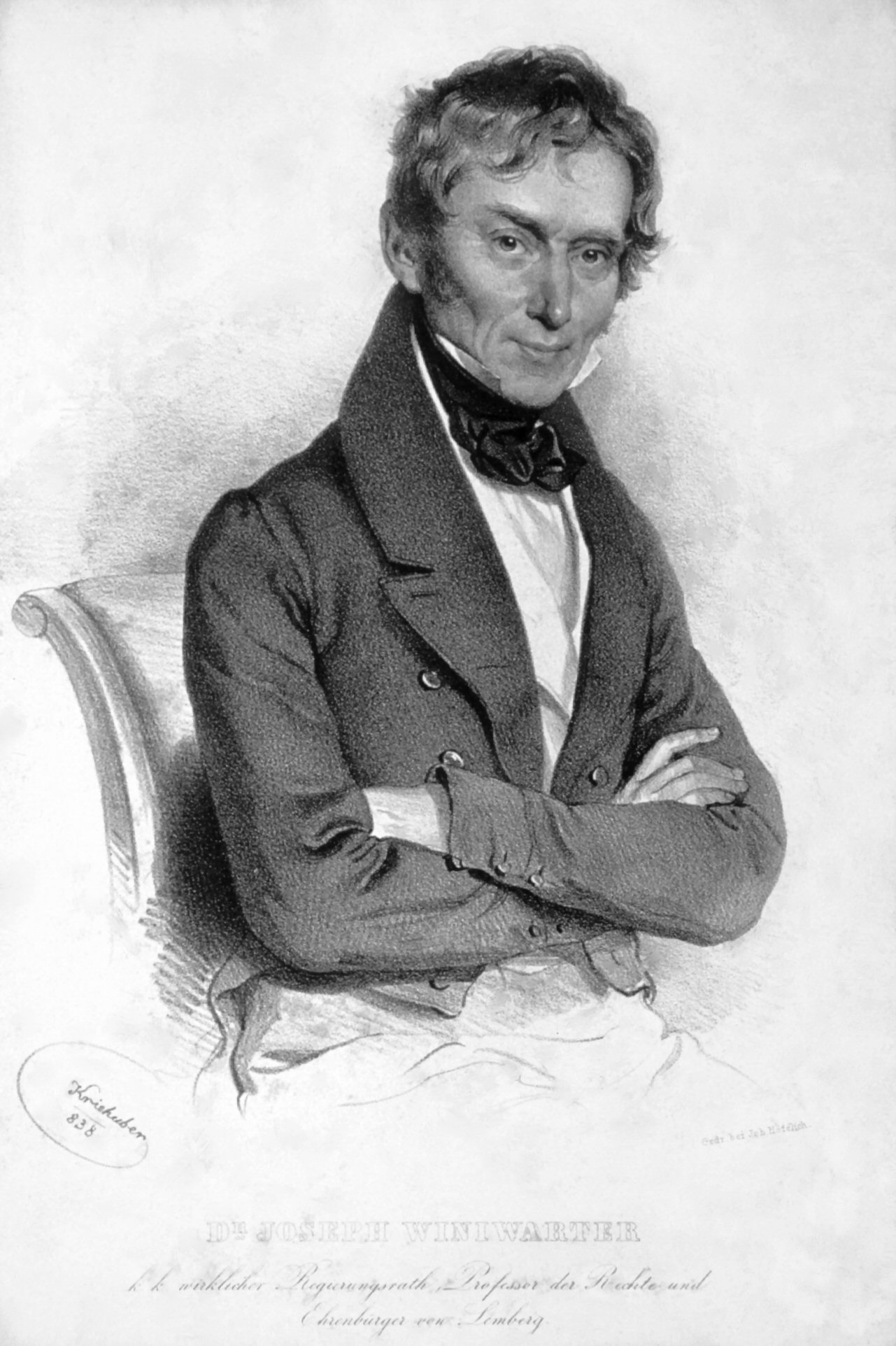
Joseph von Winiwarter (1838)

Joseph Winiwarter; ab 1846 Joseph Edler von Winiwarter (* 14. April 1780 in Krems; † 18. Januar 1848 in Wien) war ein österreichischer Jurist und Hochschullehrer.

## Leben

### Familie
Joseph von Winiwarter war der Sohn von Johann Georg Winiwarter (* 21. März 1741 in Stratzing; † unbekannt) und dessen Ehefrau Maria Justina (geb. Zösch) (* 12. Januar 1733 in Traunstein; † nach 1780).
Joseph von Winiwarter war verheiratet mit Franziska geb. Holfeld (* 1784; † 9. November 1833). Gemeinsam hatten sie zehn Kinder, von diesen sind namentlich bekannt:
- Ludwig von Winiwarter (* 1814; † 22. November 1834);
- Josef Maximilian von Winiwarter (* 15. Oktober 1818; † 1903), Prof. Dr. jur., Hof- und Gerichtsadvokat, Abgeordneter der Frankfurter Nationalversammlung, verheiratet mit Helene Bach (1818–1894). Ihre Kinder waren unter anderem die Ärzte Felix von Winiwarter und Alexander von Winiwarter;
- Justine von Winiwarter (* 6. Juli 1819; † unbekannt);
- Natalie von Winiwarter (* 1. Dezember 1820; † unbekannt), verheiratet mit Anton Kalmann (1808–1890), Kanzleidirektor der 8. Advokatenkammer;
- Georg von Winiwarter (* 21. Juli 1822 in Lemberg; † 2. Juli 1902 in Graz), Ingenieur und Fabrikbesitzer, verheiratet mit Elisabeth Andrews (* 1830);
- Mathilde von Winiwarter (* 1823; † 1. September 1839);
- Juli von Winiwarter (* 20. Januar 1831; † 16. Dezember 1905), verheiratet mit Rudolf Lechner (1822–1895), Hof-Buchverleger;
- Cäcilie von Winiwarter (* 20. Februar 1831 in Wien; † 11. Mai 1862 ebenda), verheiratet mit Johann Baptist Hochenegg (1814–1899), Hof- und Gerichtsadvokat. Ihre Söhne waren der Techniker Carl Hochenegg und der Chirurg Julius von Hochenegg.

### Ausbildung und Werdegang
Er besuchte das Gymnasium Krems und studierte an der Universität Wien Philosophie und Rechtswissenschaften; am 10. Dezember 1804 promovierte er zum Dr. jur.  und trat in eine Advokatur ein. Zur gleichen Zeit erhielt er ein Richteramt beim damaligen Staatsrealitäten-Grundbuchamt und absolvierte kurz darauf die Prüfung beim niederösterreichischen Appellationsgericht, um das Wahlfähigkeitsdekret zum Zivilrichteramt zu erhalten.
Aufgrund seines guten Ergebnisses bei der Lehramtsprüfung erhielt er, im Alter von 26 Jahren, am 27. September 1806 die Lehrkanzel des römischen und österreichischen bürgerlichen Rechts an der Universität Lemberg; am 20. Februar 1827 wurde er dann zum Lehramt des österreichischen bürgerlichen Rechts an die Universität Wien befördert, dort blieb er bis zu seinem Tod.
Während seiner Lehrtätigkeit in Lemberg führte er die Geschäfte der Bücherrevision und wurde am 25. November 1810 zum Wirklichen Vorstand des Amtes ernannt. Seit 1811 bekleidete er die Stelle des Referenten beim akademischen Senat, später mit gleichzeitiger Führung des Universitätssyndikats und -notariats. 1818 war er Rektor der Universität.
Nach seiner Versetzung nach Wien wurde er 1829 als Aushilfszensor für das juridische Fach eingesetzt; im Januar 1847 wurde er dann zum Wirklichen Zensor befördert. Er übernahm auch die Leitung der Universitätsbibliothek Wien, war von 1831 bis 1845 Direktionsmitglied und Referent des Wiener allgemeinen Witwen- und Waisen-Instituts und von 1845 bis zu seinem Tod deren Direktionsvorstand.

### Schriftstellerisches Wirken
Joseph von Winiwarter veröffentlichte zahlreiche Schriften, Aufsätze und wissenschaftliche Arbeiten in den einschlägigen Fachzeitschriften, so unter anderem in Carl Joseph Pratobeveras herausgegebenen Materialien für Gesetzkunde und Rechtspflege und in den von Anton Rosbierski (1764–1815) herausgegebenen Annalen der Rechtsgelehrsamkeit.
Seine Schrift Das österreichische bürgerliche Recht erschien in zwei Übersetzungen in italienischer Sprache, die eine in Venedig 1837 bei Giuseppe Antonelli (1793–1861), die zweite von A. Callegari auch in Venedig 1838.

## Ehrungen
- Im März 1822 ernannte der Kaiser Joseph Winiwarter zum Regierungsrat.
- 1826 wurde er zum Wirklichen Regierungsrat befördert.
- Am 31. Juli 1827 ernannte ihn der Magistrat zum Ehrenbürger von Lemberg.
- Mit dem Entschluss vom 25. Oktober 1845 und vom 30. Mai 1846 und dem Diplom vom 5. August 1846 wurde er in den erblichen Adelsstand mit dem Prädikat Edler von erhoben.[1]

## Schriften (Auswahl)
- Handbuch der politischen und Justizgesetzkunde für die Königreiche Galizien und Lodomerien. 1. Abtheilung: Darstellung der Organisation des Landes und der Verwaltung. Lemberg und Tarnów 1826.
- Systematische Darstellung der in den Alt-Österreichischen Deutschen Provinzen bestehenden, die öffentlichen Beamten, als solche, betreffenden, Gesetze und Verordnungen. Wien: Mösle, 1829
- Systematische Darstellung der in den altösterreichischen deutschen Provinzen bestehenden, die öffentlichen Beamten als solche betreffenden Gesetze und Verordnungen. Wien 1829, Mösle’s sel. Witwe.
- Das österreichische bürgerliche Recht. Band 1; Band 2; Band 3; Band 4; Band 5.
- Handbuch der Justiz- und politischen Gesetze und Verordnungen welche sich auf das in den deutschen Provinzen der Oesterreichischen Monarchie geltende allgemeine bürgerliche Gesetzbuch beziehen. 1, welcher die Zusätze und Erläuterungen zu dem ersten Theile des Gesetzbuches enthält.                     Wien: Mösle, 1835.
- Handbuch der Justiz- und politischen Gesetze und Verordnungen welche sich auf das in den deutschen Provinzen der Oesterreichischen Monarchie geltende allgemeine bürgerliche Gesetzbuch beziehen. 2, welcher die Zusätze und erläuterungen zu der ersten Abtheilung des zweyten Theiles des Gesetzbuches enthält. Wien: Mösle, 1835.
- Nachträge zur zweiten Auflage des vorbenannten Handbuches, enthaltend die Fortsetzung der Gesetze und Verordnungen bis Ende Mai 1837. Wien Mösle’s Witwe, 1837
- Handbuch der seit dem Jahre 1837 bis Ende Juni 1841 erschienenen auf das allgemeine bürgerliche Gesetzbuch sich beziehenden Gesetze und Verordnungen, Wien Mösle’s Witwe, 1841.
- Das persönliche Sachenrecht nach dem Oesterreichischen allgemeinen bürgerl. Gesetzbuche. Wien: Braunmüller u. Seidel, 1844.